# Osgoode Hall
Pour les articles homonymes, voir Osgoode.
Ne doit pas être confondu avec Osgoode Hall Law School.
Osgoode Hall est un bâtiment symbolique dans le centre de Toronto, construit entre 1829 et 1832 dans  les styles architecturaux palladien et néoclassique. Il est le foyer de la Cour d'appel de l'Ontario, la Cour divisionnaire de la Cour supérieure de justice de l'Ontario et du Barreau du Haut-Canada.

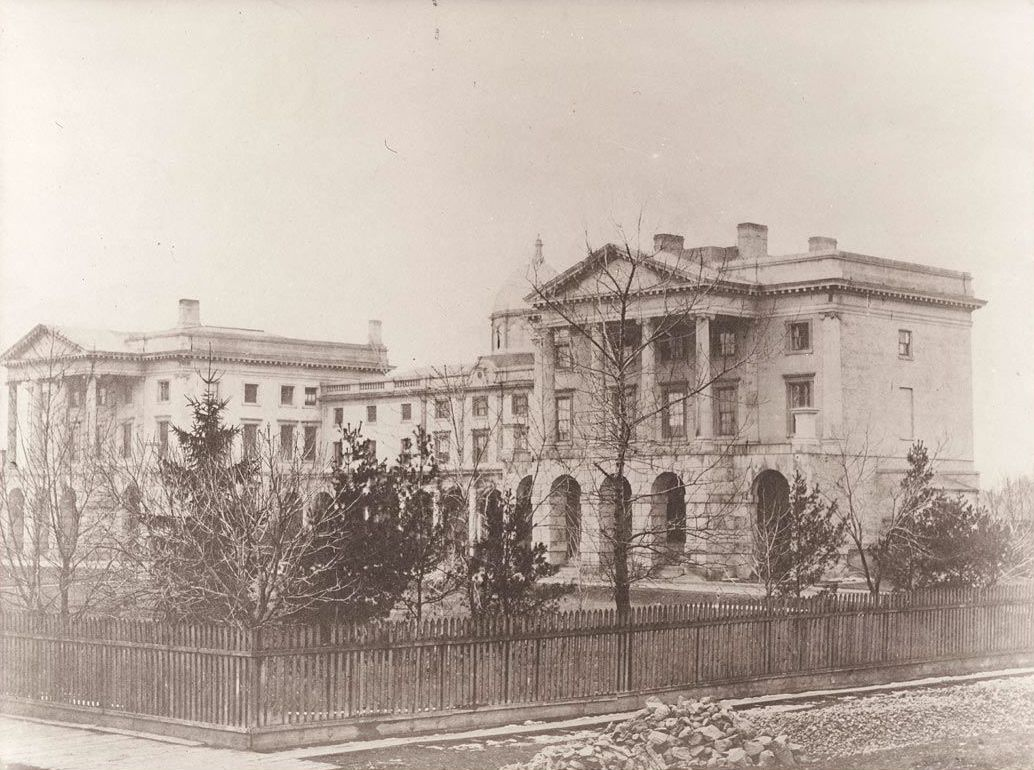
Osgoode Hall en 1856